# マムズ・フォー・リバティ
マムズ・フォー・リバティ（英語: Moms for Liberty、「自由を求めるママたち」の意）は、LGBTの権利、人種や民族、差別、批判的人種理論などが含まれる学習カリキュラムに反対することを提唱する、2021年創設のアメリカの右翼政治団体である。

## 解説
同団体の複数の支部が、学校図書館に収蔵されている図書のうち、ジェンダーやセクシュアリティを扱うものを禁書とする運動に関わっている（生徒への貸出禁止、図書を別室に移す、そして図書館から物理的に図書を撤去するなどさまざまな方法があるが、ここでは「禁書」ないし「閲覧禁止」と呼ぶことにする）。同団体はまた、異性愛者でシスジェンダーの生徒からLGBTの生徒を隔離することを求める運動も行ったことがある。
2021年に創設され、当初はマスク着用ならびにワクチン接種義務といった学校による新型コロナウイルス対策に反対する運動として展開された。
同団体は共和党内に影響力をもつ。全米に設置された同団体の多くの支部は、プラウド・ボーイズやスリーパーセンターズ（日本の公安調査庁は国際テロ組織のひとつと捉えている）などをはじめとする極右過激組織のほか、ソブリン・シチズン、Qアノン、さらにキリスト教ナショナリズムの組織とも密接な関係を築いている。
過激派の活動を追跡する公民権団体の南部貧困法律センターは2023年、マムズ・フォー・リバティを極右過激派団体だと主張している。マムズ・フォー・リバティは、ハラスメントへの関与、保護者間の溝を深めていること、教員が授業するのを難しくしていること、さらに純粋な草の根運動団体ではなく共和党と深い関係をもっていることなどにより、批判の対象となっている。

## 創設の経緯と体制
マムズ・フォー・リバティは2021年1月1日、フロリダで、元教育委員のティナ・デスコビッチと当時は現職教育委員だったブリジット・ジーグラー（共和党フロリダ支部長クリスチャン・ジーグラーの妻）により創設された。ジーグラーは2021年末までに脱会。共和党活動家で選挙運動コンサルタントのマリー・ロジャーソンが、マムズ・フォー・リバティの三番手の幹部として活動している。デスコビッチは同団体の事務局長として給与を得ている。
ブレバード郡教育委員会の委員だったデスコビッチは、2020年秋の予備選挙でコロナ禍中のマスク着用義務と教員給与引き上げに反対していたが、対抗候補であった学校区職員ジェニファー・ジェンキンスに敗れて再選を逃した。この選挙の落選後にデスコビッチは同団体設立の構想を思いついた。郡全体の投票者数は共和党員が民主党員を上回っていた。
2022年7月14日から17日にフロリダ州タンパで最初の全米集会が行われた時点で、37州に195の支部があり、会員数は10万人に上ったとマムズ・フォー・リバティは説明する。同団体によれば、2023年6月の支部数は45州に245となり、会員数は11万5000人である。2023年7月時点で285の支部が45州にある。ロイター通信は2023年6月30日フィラデルフィア発の報道で「現在44州で12万人の会員を擁し、急速に拡大している」と述べた。

## イデオロギーおよび共和党とのつながり
マムズ・フォー・リバティは保守的だとみなされている。創設にかかわった3人はいずれも共和党員として登録しており、団体には共和党とのつながりがある。幹部は同団体がどの特定政党にも属さず「保守的価値観」に根差した活動をしていると主張している。
全米に設置された同団体の多くの支部は、プラウド・ボーイズやスリーパーセンターズなどをはじめとする極右過激派グループのほか、ソブリン・シチズン、Qアノン、さらにキリスト教ナショナリズムの組織とも密接な関係を築いている。
過激派の活動を追跡する公民権団体の南部貧困法律センターは2023年、マムズ・フォー・リバティを「コロナに関連した公衆衛生上の規制、LGBTQ+への反発、あらゆる人種を包摂する学習カリキュラムへの反対運動」から生まれ、禁書を唱道する、「多様な生徒の包摂に反対し、現代の保護者の権利運動の一部だという自己認識をもつ極右団体」と説明した。
マムズ・フォー・リバティはロン・ディサンティス知事をはじめとするフロリダ州共和党員を称賛し、SNS上で知事を「保護者の代表である知事」と述べている。2022年7月、ディサンティスは他の著名なフロリダ州共和党員とともに、フロリダ州タンパで行われた同団体最初の全米集会で演説した。2021年10月、ワシントン・ポスト紙のインタビューに応え、クリスチャン・ジーグラーは共和党に新たな投票者を獲得したマムズ・フォー・リバティの功績を認めて次のように語った。「私は10年以上、20代から30代の女性有権者を共和党に取り込もうとしていたが、その層を獲得するのはやっかいなことでした。ところが今、マムズ・フォー・リバティが私の代わりにその仕事をやってくれています。」
2022年12月、マムズ・フォー・リバティ・マイアミは、フロリダ州フォートローダーデールで行われた反LGBTの「Protect the Children（子どもたちを守れ）」集会に参加した団体の一つだった。この集会にはプラウド・ボーイズから約20名が参加し、ブライトバート、OANN、そして公然と反ユダヤ主義を取るゴイム防衛同盟など、右翼メディアが宣伝したものだった。
2023年6月に行われた年次総会には、ドナルド・トランプ、ロン・ディサンティス、ニッキー・ヘイリー、ヴィヴェック・ラマスワミなどの共和党大統領候補が大きな呼び物として登場した。
2023年6月、同団体のインディアナ州ハミルトン郡支部がその月報の1ページ目トップにアドルフ・ヒトラーの言葉を引用。その後支部会長が謝罪した。後日、団体の会議の中でティファニー・ジャスティスは「私たちの仲間の一人でヒトラーを引用した人がいる、私はそのお母さんの味方です」と述べ、聴衆は歓声で応じた。

## 政策提言
同団体は、学校における新型コロナウイルス関連の安全衛生対策、すなわちマスク着用義務とそれに関連した地域の政策に対する反対運動から活動を始めた。マムズ・フォー・リバティの会員は検討課題を拡大し、学校関連の他の項目を網羅し、なかでも人種差別や宗教が生徒に配布される読み物のなかでどう扱われるかの問題に焦点を置いた。同団体の幹部は、教育者を「隠れたマルクス主義の信念」で生徒を洗脳しようとしていると非難し、学校における社会性と情動の学習の導入 （SEL教育とも言われ、知識習得と同時に思いやりなどを見に付けて市民としての社会における役割を生徒に学習させるもの）を標的にしている。 

### 教員・公立学校に対するハラスメントや脅迫の疑い
マムズ・フォー・リバティの会員と幹部は、教員、学校図書館員、教育委員会委員、そして同団体の活動に反発する活動家に対するハラスメントや脅迫をしたとして非難されている。ブレバード郡教育委員会でデスコビッチを選挙で破り、後任となったジェンキンスは、マムズ・フォー・リバティの会員からハラスメントを受けたと語る。ジェンキンスによれば、ジェンキンスが子どもを虐待したと同団体の会員が子ども家庭サービス局に虚偽報告をしたという。
2021年4月、「ブレバード郡公立学校のマスク着用義務」（現在は「安全な学校をめざす家族」）というフェイスブック上のグループが、マムズ・フォー・リバティ・ブレバード郡支部に対抗して設立された。
2021年6月、マムズ・フォー・リバティのウィリアムソン郡支部長は、郡学校区のカリキュラムが、最近制定された批判的人種理論に関連した授業を禁ずる法律に違反していると伝える書状をテネシー州教育省に送った。具体的には、マーティン・ルーサー・キング・ジュニア、ルビー・リッジ、公民権運動の抗議活動、そして学校の人種分離政策などを扱ったことについての苦情だった。2021年11月、テネシー州教育省は手続き上の理由で、その苦情を却下した。
2021年9月には、裁判所の文書によれば、ミシガン州のマムズ・フォー・リバティ・リビングストン郡支部のトップが「お前たちを迎えにくるからな。脅しだと受け止めてくれ。FBIに連絡すればいい。自分はどうでもいい」と言って、暴力を加えると教育委員会を脅したとされる 。この支部長には現在、ストーキングのかどで接近禁止命令が出されているといわれる。
2021年11月、マムズ・フォー・リバティのブレバード郡支部は、ブレバード郡教育委員会に対して市民参加方針を巡り訴訟を起こした。同教育委員会が会議で対立意見のスピーチやアクセスを制限したと言うのが理由である。
マムズ・フォー・リバティは、教室内で人種に関する議論を制限するニューハンプシャー州で新たに成立した法律に違反した読み物や授業を導入した教員を「見つけた」市民に報奨金を提供したことで批判されている。2021年11月10日、ニューハンプシャー州教育省は市民が法律を実施しやすいよう、ウェブサイトに質問票をアップした。その数日後、ニューハンプシャー州マムズ・フォー・リバティ支部は法律執行に金銭的報酬を与えるとし、「公立学校の教員がこの法律を破ったところを見つけた人には500ドルあげます」とツイートした。共和党所属のクリス・スヌヌ・ニューハンプシャー州知事の広報官は「知事は報奨金に言及するツイートを非難しており、金銭的なインセンティブはまったく不適切で受け入れられない」と述べている。
2021年秋から2022年末にかけて、フロリダ統合自由学校区（ニューヨーク州のフロリダ・ビレッジ、ゴシェン・タウン、ウォーウィック・タウンが通学区域となっている）にあるマムズ・フォー・リバティ支部メンバーが著名な教育家ラリー・レーブンにハラスメントを行ったとされる。地元紙のタイムズ・ユニオン紙はこの攻撃を「あまりにホモフォビック」と評した。
2021年12月、デスコビッチとティファニー・ジャスティスはマムズ・フォー・リバティが教育委員会を脅したことを否定し、同団体のメンバーによる不適切な行為を非難した。2023年6月、ジャスティスは同団体の行動規範に違反する支部は除名されると述べた。

### 禁書運動と脅迫の疑い
リベラル寄りニュースサイトであるデイリー・ビーストによれば、ウィリアムソン郡が出した苦情に添付されたスプレッドシートには、他にも同郡の学校で使用されるカリキュラムに関する懸念事項が記されていた。60年代の公民権デモ参加者に対する警察の暴力に関する記事は「消防士や警察官に対するネガティブな見方」だと批判された。5年生の授業で使われていた南北戦争を題材にしたフィクションは「白人男性と黒人女性の婚外家族関係」の描写のために不適切とされた。
地球が太陽の周りをまわっているという仮説を立ててカトリック教会から迫害された天文学者ガリレオ・ガリレイの本は「教会の犯した過ちと対照的な教会のヒーローが出てこない。いい点と悪い点の両者が併記されてあるべき」と、カトリック教会への称賛を入れて釣り合いを取らないのであれば読まれるべきでない、とスプレッドシートの注記に書かれてあった。タツノオトシゴの絵本が非難された理由は、「交尾中のタツノオトシゴの絵と、オスが卵を運んでいることの説明」があったからだ。マムズ・フォー・リバティのウィリアムソン郡支部はデイリー・ビーストへのメールのなかで、「何冊かの本は完全に除去されるべき。教員マニュアルをもとに提示されたときに限り好ましくなくなる本もある。そしてもちろん、年齢にふさわしくない内容のため、もっと上の学年になってから取り上げるべき本もある」と述べた。
2021年、フロリダ州インディアンリバー郡支部は地元学校区に対し、学校図書館から同グループが「ポルノ的または性的表現な露骨であるとみなした」51冊の図書を除去するよう要請した。ゲイとして育っていくことをテーマにして高い評価を得たヤングアダルト向け 『All Boys Aren’t Blue（未訳）』は、同団体がこの本は子どもにポルノへのアクセス提供を禁止するフロリダ州法令に違反していると異議を唱えたため、ベロビーチハイスクール図書館から撤去された。ハーナンド支部は『アラスカを追いかけて』、『はみだしインディアンのホントにホントの物語』、そして全米図書賞受賞者アレックス・ジーノによる本2冊に反対を唱えた。2021年12月、ノースカロライナ州ウェイク郡支部は、『Lawn Boy (未訳)』、『ジェンダー・クィア―回想』、そして『ジョージ』に関連してウェイク郡公立学校システムを相手取り、刑事告訴した。WFTSテレビによれば「多くの学校」がいくつかのマムズ・フォー・リバティ支部の活動により、本を撤去したとされる。
2022年6月、アーカンソー州カボットでは同団体幹部のひとりメリッサ・ボッシュが学校図書館員を撃つことを空想しながら「拳銃で一人残らず倒れるだろう」と話している録音の存在が明るみに出たため、警察が取り調べを始めた。
2023年には、マムズ・フォー・リバティ・マイアミ＝デイド支部は『わたしたちののぼる丘』をある学校の図書館から撤去させたのは自分達の功績だと主張した。この本は、詩人アマンダ・ゴーマンの同名の詩がもとになっている。この本が撤去されるきっかけとなった苦情を申請した活動家は、プラウド・ボーイズとも関係を持っている。禁書運動に関わる一方、マムズ・フォー・リバティは多数の保守系団体と連携し、保守的な図書を公立学校の図書館に紹介する取り組みも行っている。

### LGBTの権利への反対と脅迫の疑い
2022年初め、マムズ・フォー・リバティ共同創設者ティファニー・ジャスティスは、テキサス在住のある母親を説得して彼女の子どものカウンセリングへのアクセスを止めたとされる。同日、その子どもは自死を試みた。その後この母親は、マムズ・フォー・リバティの取り組みは「私を洗脳して団体の大義のためにお菓子をバザーで売って資金を集めたり、教育委員会に立ち向かったりする下っ端兵士を作ることだった。振り返ると一度も私の子どものための活動ではなかった。すべて自分達のことだった」と確信するようになった。2022年7月、トランスジェンダーの性別移行に関するカリフォルニア州の法案を批判したため、マムズ・フォー・リバティのツィッターアカウントが凍結された。
2022年8月、マムズ・フォー・リバティのフロリダ支部のある活動家は、LGBTの生徒を自閉症スペクトラムやダウン症をもつ子どもたちのように特別教室に分けることを提唱した。
2023年3月、地域の教育委員会で委員を務めるサウスカロライナ在住のマムズ・フォー・リバティ会員は、地域学校の教員たちに向かって暴力をふるうと脅迫したとされ、辞職を求められた。

## 反応
マムズ・フォー・リバティは保護者間の分断を深化させ、学校関係者が生徒を教育するのを難しくしているという批判がある。米国のメディア監視団体であるメディア・マターズ・フォー・アメリカは「親の権利」を隠れ蓑にして巧みに公立学校に嫌がらせをしていると同団体を非難している。2023年1月、ニュー・リパブリック誌記者メリッサ・ジラ・グラントは、同団体が図書館の民営化を主張し図書館に「団体の思惑を注入するため」公立図書館からの「投資引上げが起きている現実」を利用していると主張する。2023年7月、ガーディアン紙は「マムズ・フォー・リバティは（歴史家ミシェル・ニッカーソンが名付けた40－50年代に郊外に住む主婦の間で広がった国や家族を守るための保守草の根運動である）『主婦ポピュリズム』として確立された作戦を隅々まで参考にしている」と語る。
ニューヨーク州ダッチェス郡に本部を置き、全米にいくつかの支部をもつDefense of Democracy（民主主義の擁護）は、マムズ・フォー・リバティに対抗することを目的として創設された。同グループの創立者によれば、マムズ・フォー・リバティは「非常にアグレッシブなので周りの人が何か怖がって黙ってしまう」と言い、自分たちの Defense of Democracy を「キリスト教ナショナリズムに対抗し、教員や学校管理職、そして図書館員に発言権を与えるグループ」と説明する。他にも、マムズ・フォー・リバティに対抗して地域で作られた保護者グループには、フロリダ州サラソータのSupport Our Schools （私たちの学校を守れ）やコロラド州の Neighbors for Education（教育のための住民たち）などがある。
歴史家でジョージ・ワシントン大学教授のマシュー・ダレク（Birchers: How the John Birch Society Radicalized the American Rightの著者）は、マムズ・フォー・リバティを1960年代活発に活動し、検閲を推進した右翼団体のジョン・バーチ協会のイデオロギーの継承者と考える。マムズ・フォー・リバティは、バーチ協会と共に活動したW.クレオン・スクーセンの著作を推奨している。

## 資金源
同団体はアメリカ内国歳入法の501(c)(4)に該当する非課税組織として組織され、寄付を開示する法的義務はない。2021年末、共同設立者ティナ・デスコビッチは、マムズ・フォー・リバティの資金源は50ドルの個人会費とマムズ・フォー・リバティTシャツの売り上げだと主張し、同団体の年間は30万ドルだと述べた。
民主党側はフロリダ州知事ロン・ディサンティスが再選運動を開始するのと時を同じくしてマムズ・フォー・リバティが拡大していることを指摘し、同団体の資金源に疑問を投げかけている。 
2021年11月にメディア・マターズ・フォー・アメリカが行った分析によると、マムズ・フォー・リバティは右翼からの資金援助や伝統的な共和党の政治家とのつながりから資金を得て、財務的に潤っているとする。同団体は共和党の政治家やグループと深いつながりがあり、会費やTシャツ売り上げ以上の財務的支援を得ている。マムズ・フォー・リバティの三番手の幹部として活動しているマリー・ロジャーソンはフロリダ州議会議員ランディー・ファインの選挙運動に関与して報酬を得ている。
マムズ・フォー・リバティは、フロリダの保守的な政治行動委員会（PAC）であるConservatives for Good Government（良い政府を求める保守派）から資金援助を受けている。同グループは、元FOXニュースのメーガン・ケリーなど保守派有名人とファンドレイジングも主催している。2022年6月、パブリックス・スーパーマーケットの相続人ジュリー・ファンチェリは同グループに5万ドルを寄付した。この額は同PACが2022年に集めた資金のほぼ全額にあたる。
マムズ・フォー・リバティの各年次総会のスポンサーは、それぞれが何千ドルも支払っている。そのなかには、リーダーシップ・インスティチュート、ヘリテージ財団、そしてパトリオット・モバイルなど、さまざまな右翼支持団体や企業が含まれる。スポンサー料の上限は10万ドルである。